# Wimmelbild
Ein Wimmelbild ist ein großflächiges Bild, das sehr viele verschiedene Elemente, Figuren und Handlungen auf einem Bild zeigt.

## Charakteristik
Aufgrund der Gleichzeitigkeit und der Fülle an Details kann das Auge, während es auf das Kleine blickt, nicht zugleich das große Ganze der Bildkomposition wahrnehmen. Die visuelle Überwältigung ist zentral für das Genre der Wimmelbilder. Auf Wimmelbildern sind Paradoxien der Zeitlichkeit darstellbar, ein teilweise bezugsloses Nebeneinander und gleichzeitiges Nacheinander von kontinuierender Darstellung und viele augenblickshaft eingefrorene Handlungen zugleich.

## Geschichte
„Wimmelbild“ als Begriff hat sich in der kunsthistorischen Forschung etabliert.
Schon im 15. und 16. Jahrhundert finden sich polyszenische „Wimmelbilder“, etwa bei Hans Memling und seinen Sieben Freuden Mariens um 1480, bei Hieronymus Bosch Der Garten der Lüste und  Der Heuwagen und in vielen Bildern von Pieter Breughel d. Ä.  und Albrecht Altdorfer  und der Donauschule(16. Jahrhundert).
Wimmelbildartige Darstellungen lassen sich auch in vielen früheren Epochen finden. Auch die Trajanssäule (1. Jahrhundert) lässt sich als Wimmelbild beschreiben.
Die Ebstorfer Weltkarte (um 1300) mit ihren zahllosen Ortsnamen, bildlichen Darstellungen und Erläuterungen stellt geradezu ein enzyklopädisches Wimmelbild dar.
Pieter Bruegel der Ältere (16. Jahrhundert) schuf eine Reihe von Wimmelbildern, unter anderem Der Kampf zwischen Karneval und Fasten, Die niederländischen Sprichwörter und Die Kinderspiele.

## Gegenwart

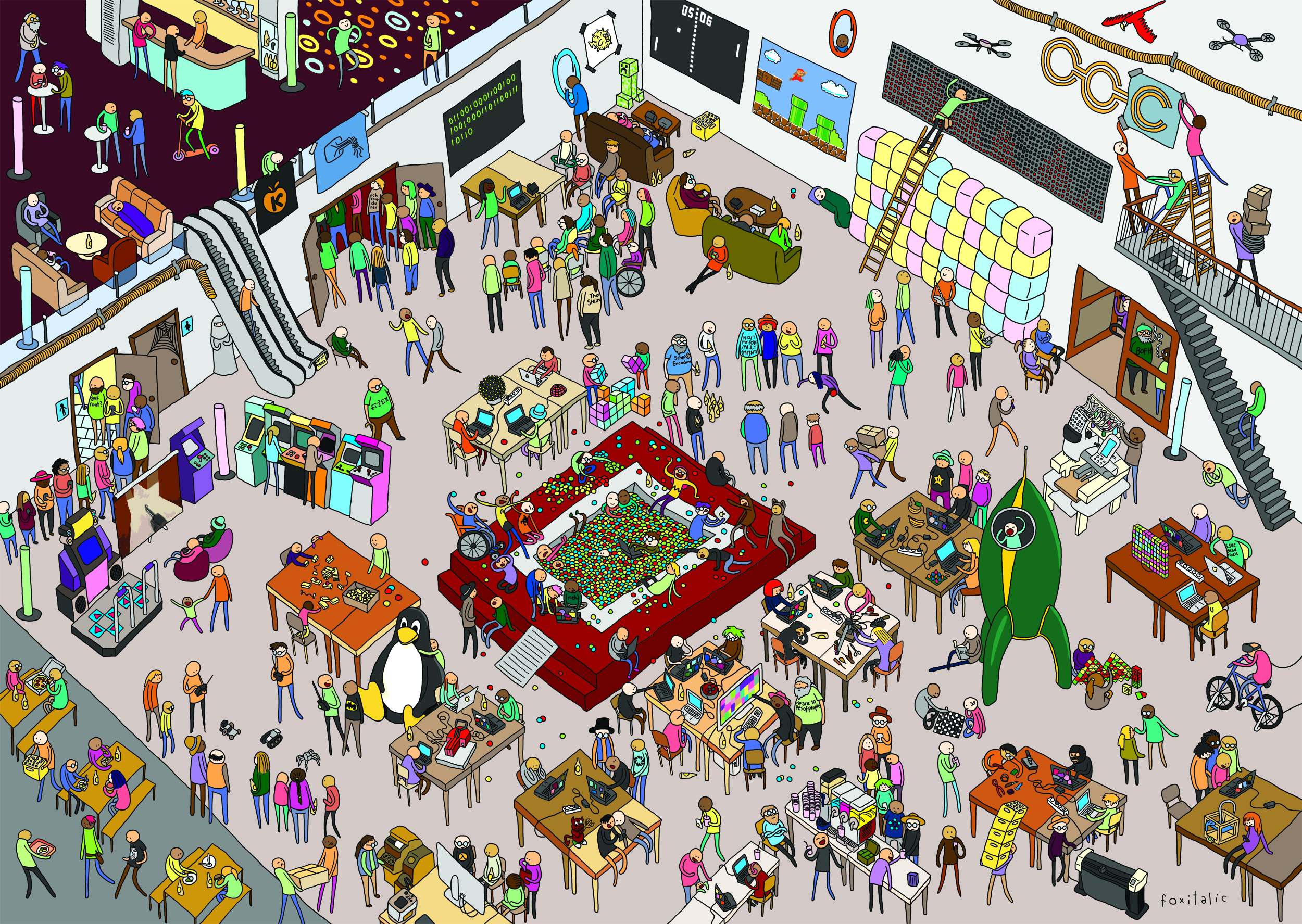
Modernes Wimmelbild zum 31sten Chaos Communication Congress

Wimmelbilder erscheinen in den letzten Jahrzehnten häufig in Wimmelbilderbüchern für Kinder. In den deutschsprachigen Ländern machte sie vor allem Ali Mitgutsch populär, der als der Vater der Wimmelbilderbücher gilt. Oft sind Wimmelbilder vom erhöhten Standpunkt aus gemalt, sodass der kindliche Blick über bunt angefüllte Landschaften schweifen kann. Sie sind auf Abwechslungsreichtum hin angelegte Szenerien, die die kindliche Aufmerksamkeit fesseln.
Auch in der Kunst der Gegenwart lassen sich zahlreiche Künstler finden, deren Werke als Wimmelbilder  bezeichnet werden. So gilt das Bauernkriegspanorama von Werner Tübke als wahrscheinlich größtes Wimmelbild.
Es gibt auch Fotoinstallationen, die Wimmelbildern ähneln, wie zum Beispiel von Geoffrey Farmer. Die Gemälde von Ali Banisadr sind oft mit Wimmelbildern verglichen worden, wie auch die Bilder von Jonas Burgert und die Werke von Jake und Dinos Chapman. Auch von Keith Haring gibt es Werke, die als Wimmelbilder beschrieben werden.
Wimmelbilder finden sich zahlreich bei Cartoonisten und Comiczeichnern der Gegenwart. Bekannt für Arbeiten in diesem Genre sind insbesondere Gerhard Seyfried, der sie erstmals auch als Wahlplakate entwarf, und Tomas Bunk. Weitere Wimmelbildkünstler aus diesem Bereich sind Ivo Kircheis, Marian Meinhardt-Schönfeld und Hannes Mercker.
Wimmelspiele sind eine Variante von Computerspielen, die nach dem Prinzip eines Wimmelbildes funktionieren.
Ein Wimmelbild ist auch die Grundlage des Rätselspiels MicroMacro: Crime City.